# Palais impérial de Rio de Janeiro
Le palais impérial de Rio de Janeiro (en portugais : Paço Imperial) est un palais de style colonial situé sur l'actuelle Praça XV, dans le cœur historique de Rio de Janeiro, au Brésil.
Construit au XVIIIe siècle pour servir de résidence aux gouverneurs de la capitainerie de Rio de Janeiro, le palais devient ensuite la résidence des vice-rois du Brésil, puis du roi Jean VI de Portugal et enfin des empereurs du Brésil. Aujourd'hui, le palais abrite un centre culturel.
Pour son importance historique et esthétique, le palais impérial est considéré le bâtiment le plus important du Brésil colonial.